# Freycinetia vitiensis
Freycinetia vitiensis là một loài thực vật có hoa trong họ Dứa dại. Loài này được Seem. miêu tả khoa học đầu tiên năm 1868.